# Šiškovci
Šiškovci su mjesto u Vukarsko-srijemskoj županiji, administrativno u sastavu općine Cerna. Blizu je Vinkovaca i Županje. Imaju 841  	 stanovnika, prema popisu iz 2001. godine

## Zemljopis
Prema svom zemljopisnom položaju i dnevnomigracijskim obilježjima mjesto Šiškovci pripada županjskoj Posavini. Nalazi se na nizinskom području. Kroz selo prolazi rijeka Biđ.

## Stanovništvo
| broj stanovnika | 333   | 375   | 374   | 485   | 541   | 646   | 525   | 541   | 408   | 467   | 558   | 643   | 636   | 625   | 841   | 804   | 693   |
|                 | 1857. | 1869. | 1880. | 1890. | 1900. | 1910. | 1921. | 1931. | 1948. | 1953. | 1961. | 1971. | 1981. | 1991. | 2001. | 2011. | 2021. |

## Gospodarstvo
Ljudi se bave većinom poljoprivredom, ribolovom, uslugama, starim zanatima i obrtom. 

## Obrazovanje
U naselju je škola od prvog do četvrtog razreda.

## Ustanove
- Vatrogasni dom

## Šport
- Nogometni klub NK Budućnost Šiškovci

## Kultura
Mnogi mladi se okupljaju u društvenim prostorijama Kulturnog umjetničkog društva "Slavko Janković".

## Poznati
- fra Josip Blažević, hrvatski teolog, provincijal Hrvatske Provincije svetoga Jeronima franjevaca konventualaca